# Riturile latine

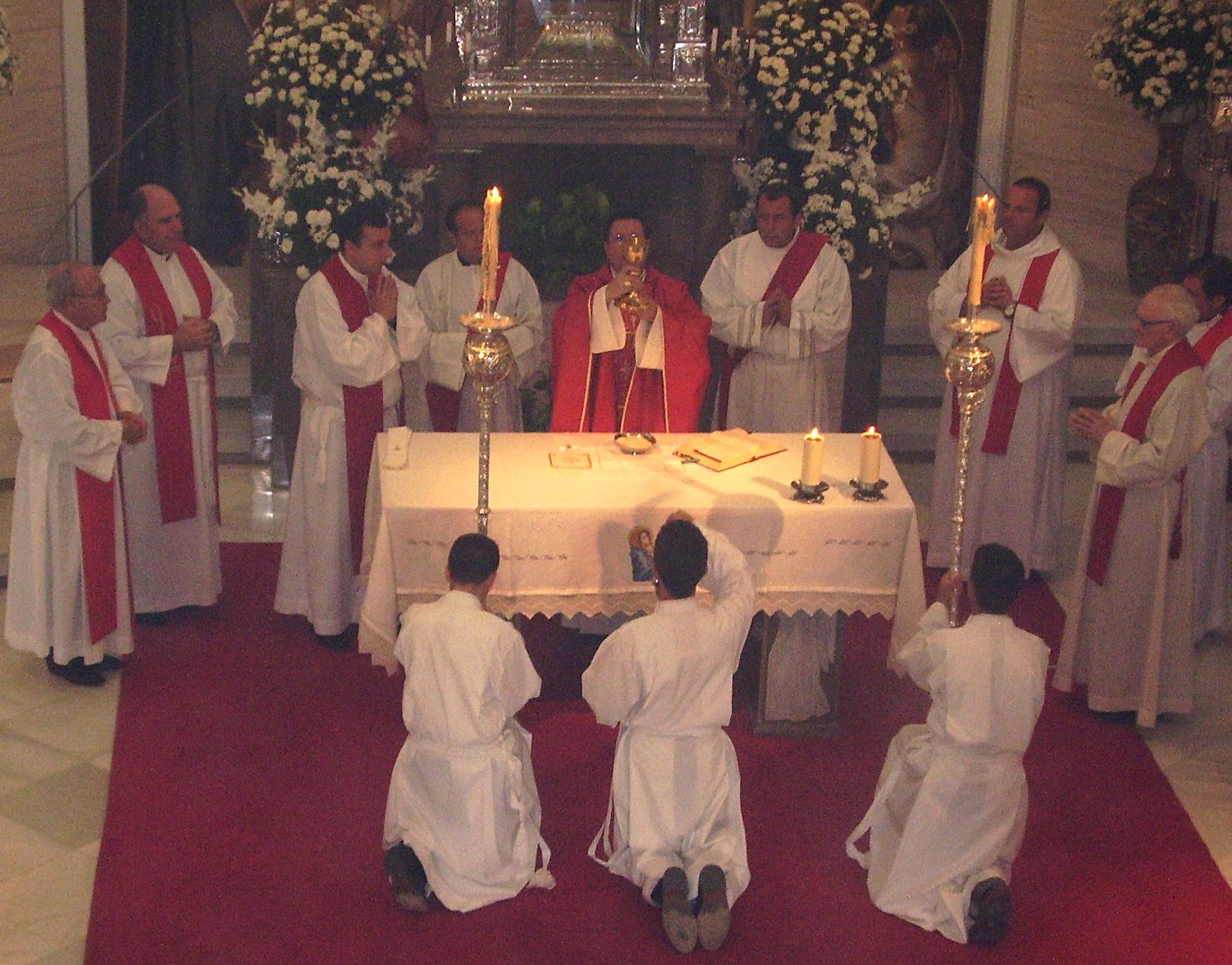
Liturghie în rit latin, celebrându-se în forma paulină, la biserica din localitatea spaniolă Jerez de la Frontera

Ritul latin este ritul specific Bisericii Romano-Catolice și unor părți din Biserica Anglicană. Împreună cu ritul bizantin formează grupul riturilor imperiale.

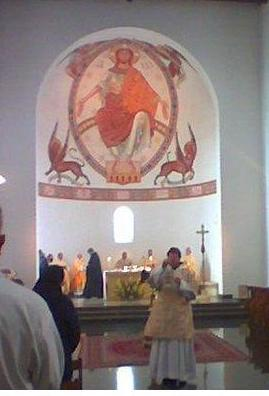
Liturghie în rit latin, celebrându-se în forma paulină

## Diversificare

### Ritul roman

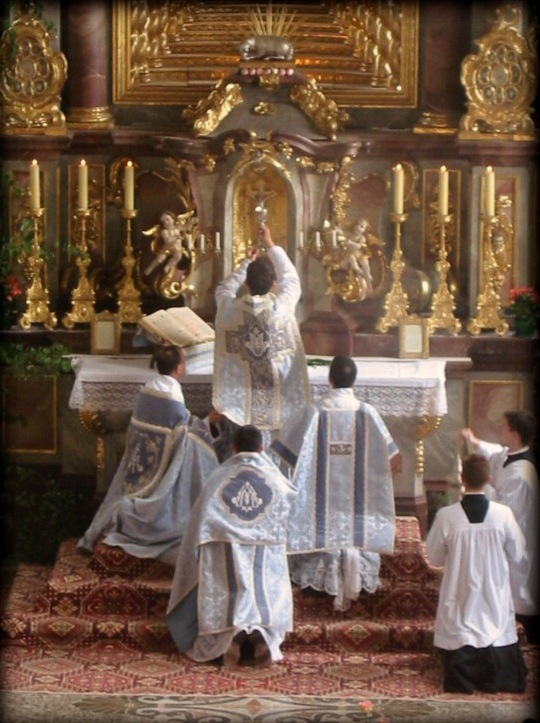
Liturghie latină în forma tridentină

Ritul roman este cel mai popular și mai răspândit rit latin. El este răspândit în întreaga lume, mai ales în Italia, fiind specific bisericii de la Roma. De asemenea, el este cel mai vechi rit latin. În prezent este cel mai des utilizat în ceremoniile de la Vatican. E divizat în 2 forme: tridentină sau extraordinară (concepută de Conciliul ecumenic de la Trento, în sec. al XVI-lea) și cea paulină sau ordinară (concepută de papa Paul al VI-lea). 

### Ritul celtic

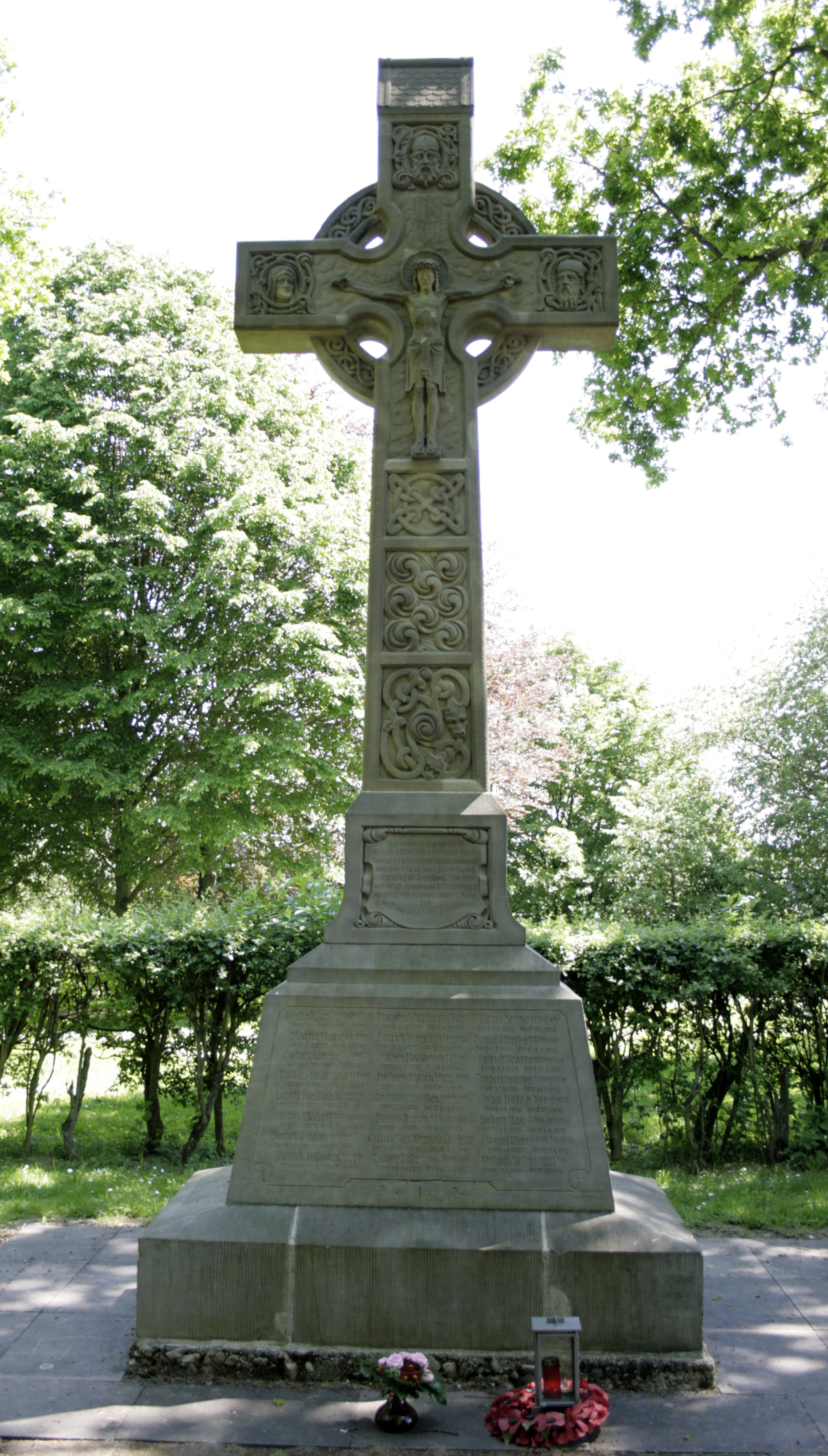
O cruce romano-catolică în rit celtic.

Ritul celtic este un rit latin răspândit în Irlanda, Țara Galilor, Scoția, Cornwall, dar și în unele zone din vestul și nordul Angliei. Acest rit a fost folosit în special de Biserica Celtică. În prezent, acest rit este dispărut, în zonele unde exista odinioară fiind înlocuit cu cel roman.

### Ritul ambrozian
Ritul ambrozian este un rit latin folosit în Nordul Italiei, mai ales în apropierea orașului Milano. Cu toate acestea, ritul ambrozian s-a răspândit și în Elveția. Ritul ambrozian a apărut în aceeași perioadă în care papa Grigore I cel Mare Dialogul a modificat liturghia romană. Numele ritului este legat de cel al episcopului Ambroziu de Milano. Ritul ambrozian a reușit să supraviețuiască acțiunii de suprimare a riturilor occidentale minore, în urma căreia aproape întreaga Biserică Occidentală a adoptat ritul roman.
Una din particularitățile acestui rit, este faptul că postul Paștilor nu începe în Miercurea Cenușii, ci în duminica imediat următoare. Prin urmare, în unele locuri (de exemplu: în cantonul Ticino, la Tesserete și Biasca) apare distincția între carnavalul „nou” (cel roman) care se termină cu Lăsata Secului (în italiană: martedì grasso, iar în franceză: mardi gras) și carnavalul „vechi” (cel ambrozian), care se termină cu trei zile mai târziu. De asemenea, postul Crăciunului nu este de patru săptămâni, ca în ritul roman, ci de șase săptămâni, timp în care preoții vizitează casele credincioșilor și le binecuvântează familiile.
Mai există și diferența că, la slujbele cele mai solemne de peste an, în loc de raclă cu moaștele sfinților se expun patru, sau mai multe, busturi ale unor sfinți episcopi (între care Sfinții: Ambroziu de Milano, Augustin de Hipona, Carol Borromeo), moaștele fiind introduse într-un medalion prins de sculptura mantiei.

### Ritul benedictin

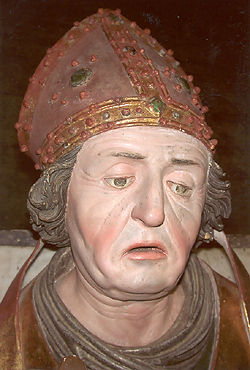
O statuie a Sfântului Rupert de Salzburg, în rit benedictin.

Ritul benedictin este un rit latin, desprins din ritul roman. Acest rit este specific ordinului benedictin al Bisericii Romano-Catolice.

### Ritul mozarab
Ritul mozarab este un rit latin specific Spaniei creștine din timpul vizigoților. Acest rit este în prezent aproape dispărut, fiind practicat doar în puține regiuni de acolo, cum ar fi în zona din jurul orașului Toledo.

### Ritul galican
Asemănător cu ritul celtic, ritul galican este un rit latin care a apărut în Galia. Ritul galican a constituit ritul cel mai frecvent în marea majoritate a Europei Occidentale, până când a fost aproape integral înlocuit de ritul roman începând cu secolul al VIII-lea, dar modificându-l pe acesta în timpul procesului de înlocuire. 

### Ritul Algonquin și Iroquoi
O variație a ritului roman, dezvoltat pentru misiunile de convertire a populațiilor precolumbiene de pe teritoriile de azi ale Canadei și ale Statelor Unite. Ritul a fost făcut în sec. al XVII-lea și a rămas în uz până la Al doilea conciliu de la Vatican. Părțile ce-i revin preotului pentru celebrarea liturghiei au rămas în latină, în timp ce cântecele destinate corului (nu toate) au fost traduse în limbile locale (Mohawk, Algonquin, Micmac, Huron ș.a.). 

### Ritul de Zair
Acest rit e o variantă exotică a formei ordinare (pauline) a ritului roman al Bisericii Romano-Catolice (are elemente ale culturii congoleză). Are o arie limitată de transpunere, în câteva țări africane, de la sfârșitul anilor 1970. 

### Ritul de Braga
Acest rit a fost făcut cândva între sec. 11 și 13. Încă e în uz, dar, începând cu 18 noiembrie 1971, a căpătat valoare opțională la nivelul Arhiepiscopiei de Braga, din nordul Portugaliei.

### Ritul cartuzian
Varianta actuală a acestui rit e din 1981. În afară de câteva elemente noi băgate în forma revizuită, a rămas foarte mult la fel ritul de la Grenoble, încropit la secolul al XII-lea. Printre diferențele de alte rituri latine pentru celebrarea slujbei: diaconul pregătește darurile, pe când se cântă Epistola, preotul celebrant spălându-și mâinile de două ori la Ofertoriu și zice rugăciunea euharistică, avându-și brațele extinse sub forma crucii, mai puțin când își utilizează mâinile pentru altceva specific, și nu se oferă nici o binecuvântare la sfârșitul slujbei.

### Ritul cistercian
Ritul cistercian este un rit liturgic catolic specific ordinului cistercian. Corespunde unui mod particular de celebrare a Sfintei Liturghii și a Sfintelor Sacramente. Inspirat din Regulile Sfântului Benedict și din ritul galo-roman din provincia Lyon, a fost creat la începutul secolului al XII-lea și a fost folosit până la Conciliul Vatican II, după care nu a mai fost folosit decât uneori, în cazuri particulare. Face parte din riturile latine monastice, ca ritul carmelitan, cel dominican, cel cartuzian.

### Ritul carmelitan
Acest rit e specific Ordinului Carmelit, utilizat de cei ai: Ordinului canonicilor regulari ai Sfântului Mormânt, Ospitalierilor, Templierilor, Marelui Carmel și altor ordine întemeiate de Patriarhia Latină a Ierusalimului. 
Ordinul Carmeliților Desculți a fost format, oficial, la 20 decembrie 1593, prin Constituția apostolică "Pastoralis officii" a Papei Clement al VIII-lea, care își avea sub autoritate Praepositus-ul General. Ca atare, acest ordin n-avea nici o treabă cu ritul de același nume. Deși mulți dintre primii săi membri au fost, anterior, frați ai provinciei Castilia, în ciuda recomandărilor Sfântului Ioan al Crucii, care a cerut păstrarea ritului carmelitan, noua ordonanță a ordinului a abandonat ritul și a adoptat pe cel roman, ca înlocuitor, la 1972. 

### Ritul dominican
Acest rit a fost elaborat și adoptat oficial pe la anul 1250, fiind propriu numai Ordinului Dominican al Bisericii Catolice. La 1968, s-a decis adoptarea formei ordinare a ritului roman și al Orelor Canonice, dar unele aspecte definitorii ale ritului dominican au rămas valabile, cum ar fi Ritul Mărturisirii. 
Drept urmare, liturghia în stil dominican a încetat să mai fie celebrată des, după promulgarea formei ordinare a ritului roman. Cu toate acestea, în ultimele decenii, se mai oferă asta din când în când în unele provincii ale Ordinului Dominican și mai des de atât prin alte părți. În plus, acest fel al celebrării e oferit de Fraternitatea dominicană "Sf. Vincențiu Ferrer", care e de orientare tradiționalistă.  

### Practica anglicană (Serviciul divin)
Așa ceva a fost, oficial, aprobată ca formă liturgică a foștilor membri (mai conservatori) ai Comuniunii Anglicane care au aderat la Biserica Catolică, dorind în același timp păstrarea unor elemente anglicane care îi definește și care încă sunt folositoare. La 9 noiembrie 2009, Papa Benedict al XVI-lea a oficializat primirea tuturor anglicanilor dornici să intre în sânul Bisericii Catolice. 
Practica anglicană e, mai degrabă, o variantă a ritului roman decât unul de sine-stătător. Ritualurile liturgice anglicane își au originea în ritul de la Sarum. Cartea aprobată de Sfântul Scaun pentru această practică, oriunde în lume, e Divine Worship: The Missal (DW:TM), ce e din 2015, iar dinainte de asta a fost Book of Divine Worship (BDW), din 2003. 